# Pedrosa de Muñó
Pedrosa, o Pedrosa de Muñó, es una localidad situada en la provincia de Burgos, comunidad autónoma de Castilla y León (España), comarca de Alfoz de Burgos , partido judicial de Burgos, ayuntamiento de Estépar.

## Emplazamiento
Wikimapia\Coordenadas: 42°13′34″ N 3°48′45″ O

## Situación administrativa
En las últimas elecciones municipales de 2011 no hubo ninguna candidatura, por lo que su gobierno pasa a manos del Ayuntamiento de Estépar.

## Historia
Antiguo municipio de Castilla la Vieja en el partido de Burgos código INE-095089 que en el censo de la matrícula catastral contaba con 16 hogares y 56 vecinos. Entre el censo de 1857 y el anterior, este municipio desaparece porque se integra en el municipio 09207 Mazuelo de Muñó.

## Parroquia

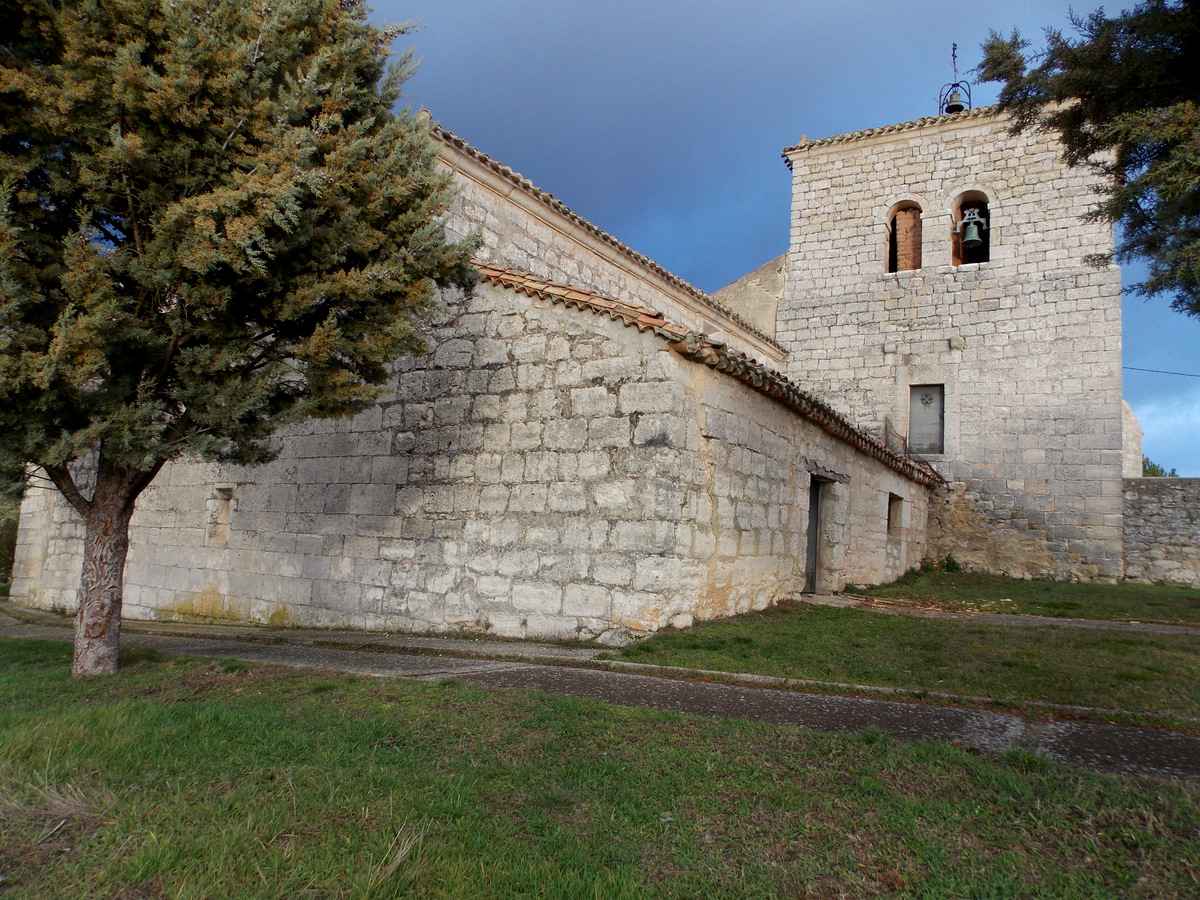
Iglesia de San Andrés Apóstol de Pedrosa de Muñó

Iglesia de San Andrés Apóstol, en el arciprestazgo de San Juan de Ortega, diócesis de Burgos. Esta parroquia además de Pedrosa, comprende las localidades de Arenillas de Muñó, Arroyo de Muñó, Mazuelo de Muñó, Pelilla y Quintanilla - Somuñó.
- Datos: Q6070741
- Multimedia: Pedrosa de Muñó / Q6070741